# Argumentum ad lapidem
Argumentum ad lapidem é uma falácia lógica que desqualifica uma afirmação acusando-a de ser absurda sem, no entanto, dar uma explicação. É uma estratégia do tipo ad hominem.

## Exemplos
- Alberto afirma que Luís desviou verbas. Seu interlocular, Carlos, responde que "Ele é meu amigo, jamais faria uma coisa dessa."
- João, ministro da educação, é acusado de corrupção e defende-se dizendo: "Esta acusação é um disparate".